# Иванишин, Анатолий Иванович
Анатолий Иванович Иванишин (1907—1967) — советский учёный, специалист по выращиванию махорки и огородных овощей. Доктор сельскохозяйственных наук, профессор.
Родился 20 октября 1907 г. в Санкт-Петербурге в семье служащих.
Окончил Кубанский сельскохозяйственный институт в Краснодаре (годы учёбы 1926—1930).
С 1940 года на научно-педагогической работе в Иркутском СХИ: доцент кафедры растениеводства, с 1945 г. заведующий кафедрой плодоовощеводства, затем зав. учебной частью курсов председателей колхозов, с 1966 профессор кафедры плодоовощеводства.
В 1947—1954 декан Агрономического факультета.
Доктор сельскохозяйственных наук (1965).
Награждён орденом «Знак Почёта» (1953) и несколькими медалями, в том числе «За доблестный труд в Великой Отечественной войне». Отличник социалистического сельского хозяйства.
Сочинения:
- Ранние овощи [Текст] / А. И. Иванишин, Ю. П. Турутин. — Иркутск : Кн. изд-во, 1959. — 203 с. : схем.; 21 см.
- Культура махорки в Иркутской области [Текст] / А. И. Иванишин. — Иркутск : Иркутское обл. изд-во, 1942. — 51 с. : ил.;
- Лук [Текст] / А. И. Иванишин. — [Иркутск] : Иркут. обл. гос. изд-во, 1949 (12-я тип. Главполиграфиздата). — 48 с. : ил.; 19 см.
- Агротехника табаководства в Иркутской области [Текст] / А. И. Иванишин. — 2-е изд. — Иркутск : Иркут. обл. изд-во, 1944. — 80 с.
- Новые овощные культуры [Текст] : научное издание / А. И. Иванишин. — Иркутск : Иркут. обл. изд-во, 1947. — 52 с.
- Семеноводство белокочанной капусты. Иркутск.-1946.-37 с.
- Семеноводство овощных культур [Текст] : научное издание / А. И. Иванишин. — Иркутск : Иркут. обл. изд-во, 1945. — 71 с. : ил. ; 20 см
- Агротехника овощеводства открытого грунта [Текст] : научное издание / А. И. Иванишин. — Иркутск : Иркут. обл. изд-во, 1946. — 100 с. ; 20 см.
- Овощеводство защищенного грунта [Текст] : научное издание / А. И. Иванишин. — Иркутск : Иркут. обл. изд-во, 1948. — 100 с. : ил. ; 20 см.
- Уход за махоркой и первичная обработка урожая [Текст] : научное издание / А. И. Иванишин. — Иркутск : Иркут. обл. гос. изд-во, 1951. — 19 с. : ил. ; 22 см

Внук — космонавт Анатолий Иванишин.